# زبان اشاره فیلیپینی
زبان اشاره فیلیپینی زبان اشاره‌ای است که توسط ناشنوایان و کم شنوایان در فیلیپین استفاده می‌شود.